# Who's Who

Who's Who (contraction de la locution anglaise who is who signifiant « qui est qui ») est le titre de plusieurs dictionnaires biographiques. Le plus ancien et le plus connu est la publication annuelle britannique Who's Who, un ouvrage de référence sur les personnalités britanniques contemporaines. De nombreuses publications utilisant ce titre sont des éditions à compte d’auteur. Who’s Who est souvent employé en France pour désigner l'édition du Who’s Who in France.

## Fiabilité des éléments biographiques
La fiabilité des éléments biographiques dans ces dictionnaires est relative, les notices autodéclaratives étant publiées sous le contrôle des intéressés,. Selon le docteur en sciences politiques William Genieys, il est donc important de ne pas utiliser le Who's Who comme unique source biographique et d'en exploiter plusieurs afin de recouper les informations.

## Who's Whopar pays ou par thème
- Who's Who, liste d’éminents citoyens britanniques ; publié depuis 1849 ; les personnalités mortes sont régulièrement transférées dans Who Was Who ;
- Marquis Who’s Who (en), éditeur américain qui édite en anglais de nombreux ouvrages ayant des titres tels que Who’s Who in America... ;
- Who's Who in Australia, liste de personnalités australiennes ; publié depuis 1906 ;
- Who's Who in American Art (en), liste d’artistes américains ;
- Who's Who in Europe, liste de personnalités européennes ; publié depuis 1965 ;
- Who’s Who in France, dictionnaire biographique publié en France et en français pour la première fois en 1953 ;
- Swiss Who's Who (anciennement Who's Who in Switzerland), dictionnaire biographique en anglais de personnalités suisses ou liées à la Suisse ;
- Who's Who in British History (en), liste de personnalités de l'histoire britannique ;
- Who's Who in Scotland (en), liste de personnalités écossaises ; publié depuis 1986 ;
- Who's Who, par Metron Publications, liste de personnalités grecques ; publié depuis 1992 ;
- Canadian Who's Who (en), liste de personnalités canadiennes ; publié depuis 1910 ;
- Who's Who in the DC Universe (en), liste de personnages de DC Comics ;
- Who's Who Among American High School Students (en), liste de lycéens des High Schools américaines ; la maison d’édition a fermé en 2007 ;
- Who's Who Among Students in American Universities and Colleges, publié par Randall-Reilly, liste d’étudiants des universités et collèges américains ;
- Who's Who in American Real Estate, liste d'agents immobiliers en Amérique ; publié depuis 1983 ;
- Who's Who of Southern Africa (en), liste de personnalités d'Afrique australe, et réseau professionnel sur Internet ; site web, différent de la publication imprimée, que n’importe qui peut rejoindre pour y créer son profil ;
- Hinterland Who's Who (en), série d’annonces de service public de soixante secondes décrivant animaux et oiseaux canadiens, produites par Environnement Canada dans les années 1960 ;
- International Who's Who (en), depuis 1935 ;
- Who’s Who in the CIA (en), livre publié à Berlin-Est en 1968 avec l’aide du KGB et du HVA (en), prétendant révéler l’identité de milliers d’agents de la CIA ;
- Hübners Who is Who (de) (ou Blaues Who is Who), par Who is Who, Verlag für Personenenzyklopädien AG, Zurich, qui possède un certain nombre d’éditions nationales à travers l’Europe :
  - une édition commune pour des pays germanophones (Autriche, Allemagne et Luxembourg) : Who is who in dem deutschen Sprachgebiet, ainsi que les éditions nationales distinctes pour :
    - l’Autriche : Blaues Who is Who in Österreich,
    - et l’Allemagne :  Who is Who in der Bundesrepublik Deutschland),

  - Pologne : Blaues Hübners Who is Who w Polsce;
  - République tchèque : Who is ...? (v České republice),
  - Slovaquie :  Who is Who v Slovenskej republike,
  - Hongrie : Hübners Who is Who Magyarországon,
  - Roumanie : Enciclopedia Personalităţilor din România: Who is Who,
  - Grèce et Chypre : Who is Who στην Ελλάδα,
  - Espagne : Quién es quién,
  - Turquie :  Türkiye’de Who is Who,
  - Russie (et un autre pays russophone - la Biélorussie, et les Russes des autres pays de l’ex-URSS) : Who is Who в России,
  - Vietnam : Ai là ai,
  - Yougoslavie : Ko je ko u Jugoslaviji (1970).

## Publications similaires
Certains Who's Who ont leur titre dans la langue du pays concerné :
- Croate : Tko je tko u Hrvatskoj - Who is Who in Croatia, seule édition bilingue (1993)
- Danois : Kraks Blå Bog (en) (depuis 1910), annuel ;
- Allemand : Wer ist's? (1905–1935) et Wer ist wer? (depuis 1951), presque chaque année ;
- Allemand (Allemagne de l'Est) : Wer war wer in der DDR? lire en ligne ;
- Japonais : Nihon Tarento Meikan (1970) ;
- Norvégien : Hvem er hvem? (en) (depuis 1912), 14 éditions au XXe siècle ;
- Polonais : Kto jest kim w Polsce, 3e éd. Wydawnictwo „Interpress”, 1993,  (ISBN 83-223-2644-0) 4e éd., Wydawnictwo Polskiej Agencji Informacyjnej (PAI), 2001.  (ISBN 978-83-223-2691-6)
- Suédois : Vem är det (depuis 1912), bisannuel ;
- Tchèque : Kdo byl kdo (en) (en français : Qui était qui).

## Galerie

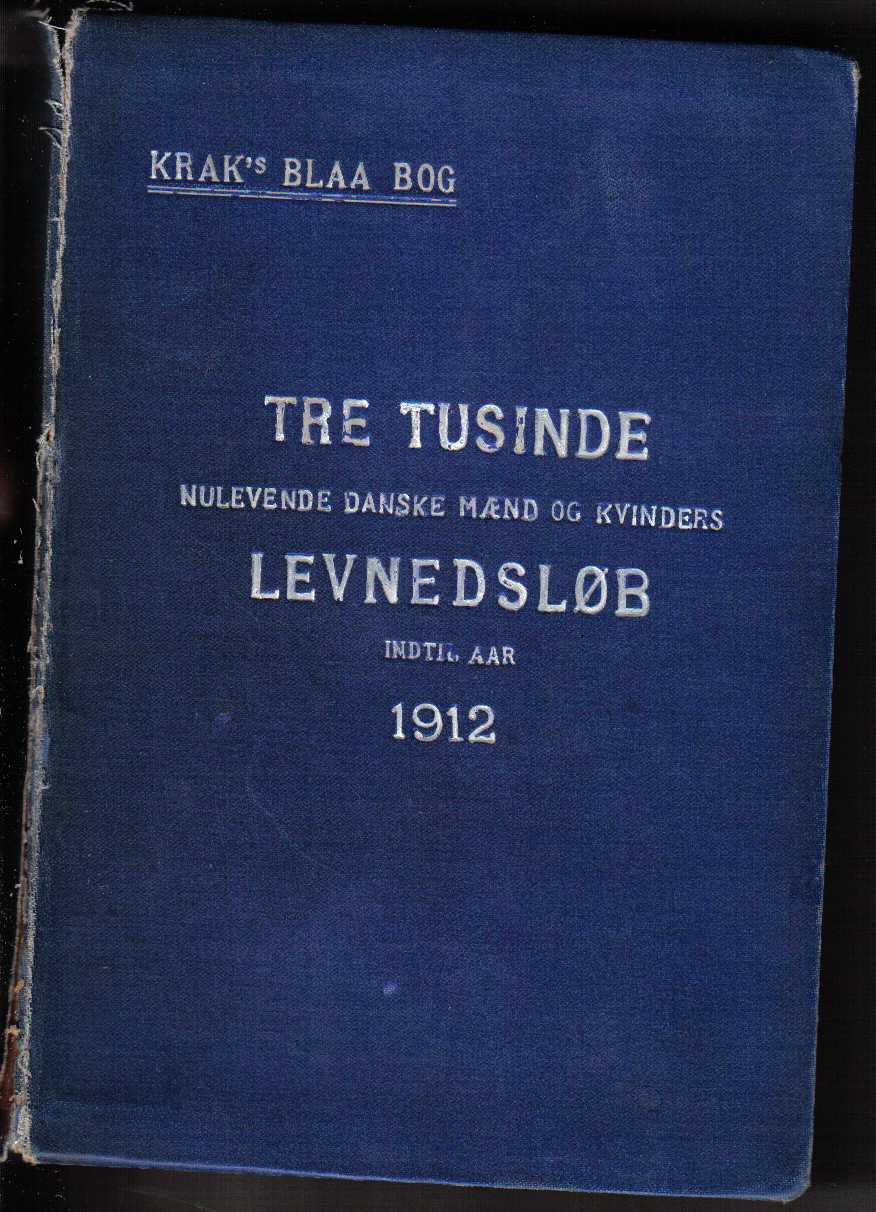
Le Kraks Blå Bog danois (1912)
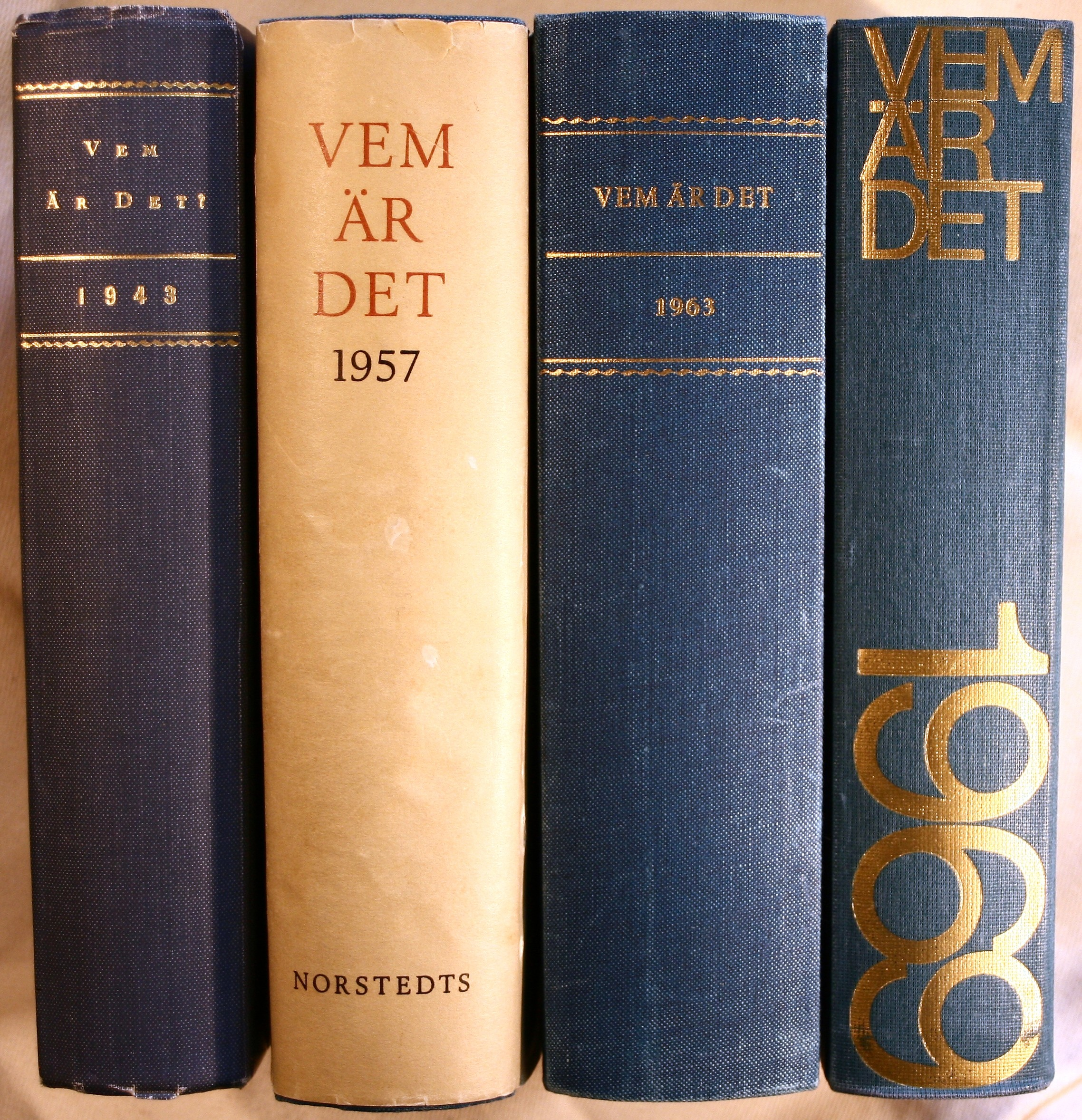
Le Vem är det suédois (4 volumes)
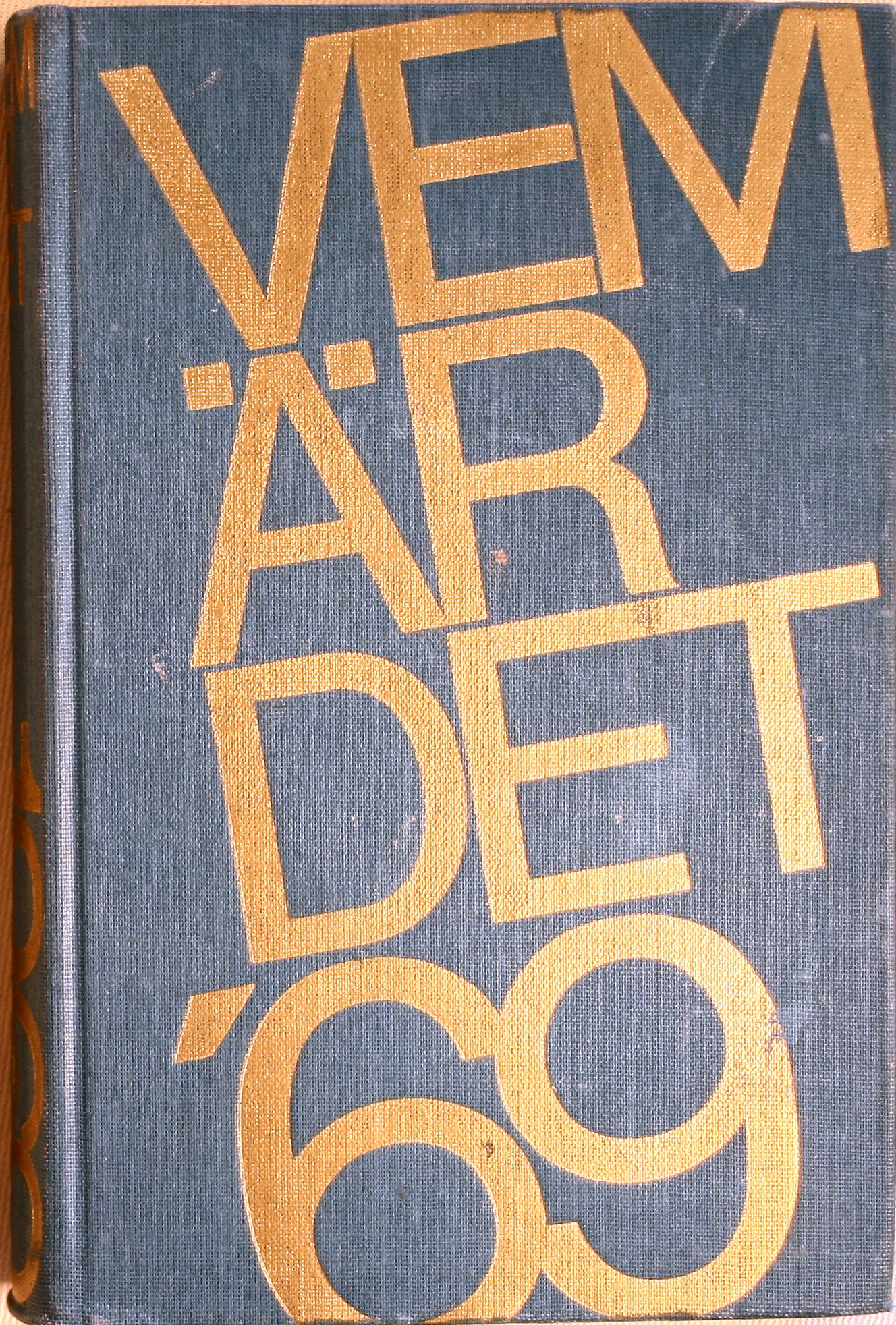
Le Vem är det suédois (1969)